# Maximinus van Trier

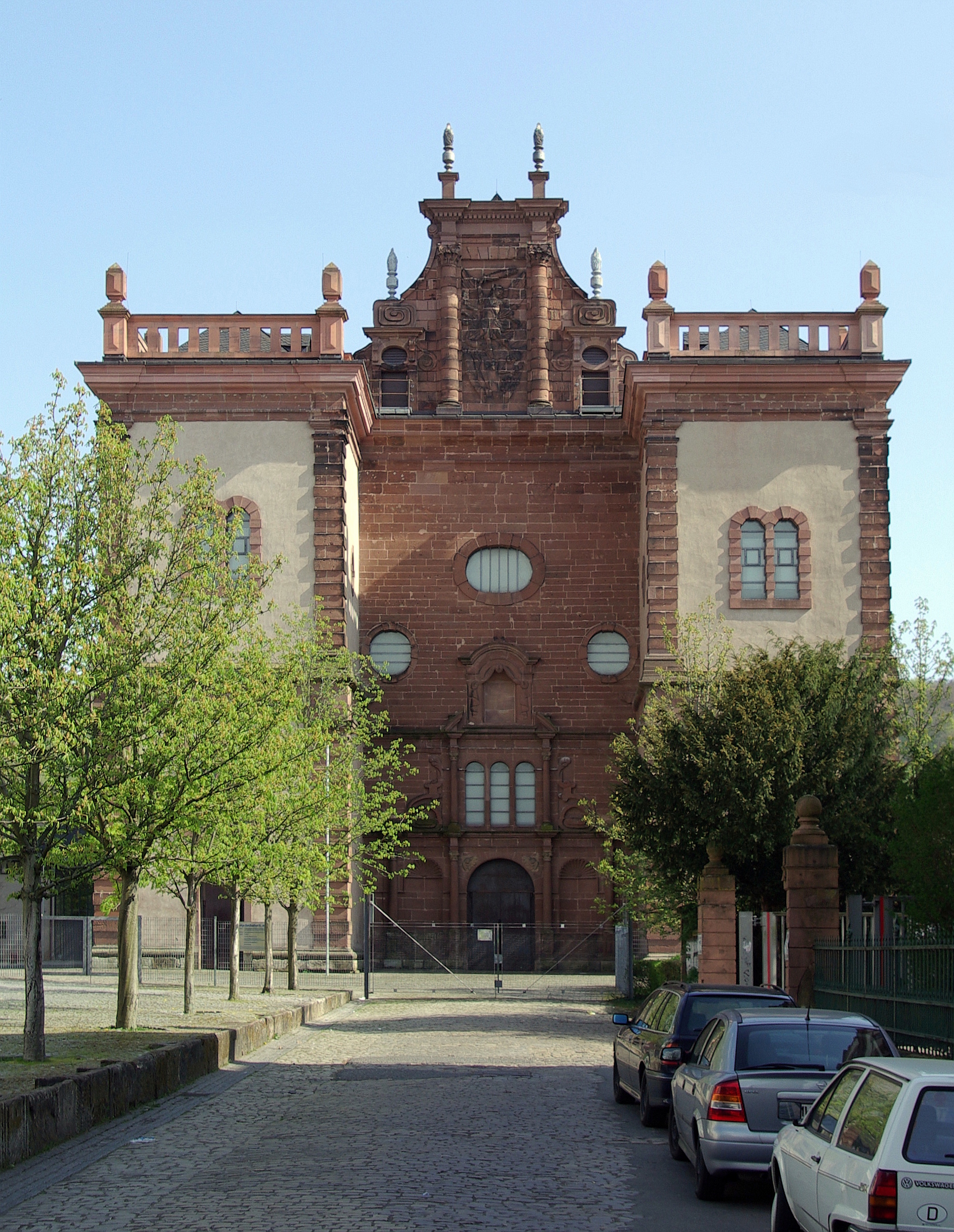
Rijksabdij Sankt Maximin, genoemd naar Maximinus van Trier

Maximinus of Maximin (Silly bij Poitiers, einde 3e eeuw - Poitiers, 12 september 346), was een Frans heilige, en bisschop in Duitsland.
Hij werd in 329 bisschop van Trier als opvolger van de heilige Agritius. Hij was een tegenstander van het arianisme. Zijn vriend en medestander Athanasius van Alexandrië kreeg van 335 tot 337 asiel in Trier. Maximin stierf tijdens een reis van Constantinopel naar Poitiers. Zijn opvolger Paulinus van Trier bracht in 353 zijn gebeente naar Trier. Aan zijn graf ontstond in de 6e eeuw een benedictijnerabdij, later de rijksabdij Sankt Maximin. 
Hij geldt als patroon tegen gevaar op zee, regen en meineed. Hij wordt vooral vereerd in de Elzas en de omgeving van Trier. Net als de heilige Korbinianus wordt hij vaak voorgesteld met een beer, die volgens de legende zijn lastdier gedood had en daarom bij een reis naar Rome zijn bagage moest dragen. Zijn gedenkdag is 29 mei.
- Gemeinsame Normdatei: 118579401
- International Standard Name Identifier: 0000 0000 2991 1765
- Library of Congress Control Number: n91019603
- Virtual International Authority File: 13099592
- WorldCat: E39PCjv9fRW3Y4rj7DcHC3w4D3